# زبیر واسطی
زبیر واسطی (انگلیسی: Zoubir Ouasti؛ زادهٔ ۲۸ فوریهٔ ۱۹۸۱) بازیکن فوتبال اهل الجزایر بود.
از باشگاه‌هایی که در آن بازی کرده‌است می‌توان به باشگاه فوتبال مولودیه وهران اشاره کرد.
وی همچنین در تیم ملی فوتبال الجزایر بازی کرده‌است.